# Avgustin (Běljajev)
Svatý Avgustin (světským jménem: Alexandr Alexandrovič Běljajev, rusky: Алекса́ндр Алекса́ндрович Беля́ев; 28. února 1886, Kaměnka – 23. listopadu 1937, Tulská oblast) byl ruský pravoslavný kněz, arcibiskup a mučedník.

## Život
Narodil se 28. února 1886 ve vesnici Kaměnka (dnes vesnice Kamenniki v Jurjeveckém rajónu) jako nejmladší z pěti dětí protojereje Alexandra a jeho manželky Evdokije.
Avgustin studoval duchovní školu v Kiněšmě, Kostromský duchovní seminář a Kazaňskou duchovní akademii, kde získal doktorát z teologie. V letech 1911–1920 působil jako učitel na několika školách v Penze, vyučoval např. ruský jazyk a literaturu. Roku 1913 se oženil s Julií Alexandrovnou roz. Ljubimovou, která byla dcerou kněze. Spolu měli dvě dcery; Julii (nar. 1914) a Ninu (nar. 1919). Dne 22. června 1920 mu zemřela manželka na následky tuberkulózy.
Roku 1920 byl krátce zatčen na základě obvinění z „agitace proti sovětské moci“ (postavil se proti probolševické „lidové církvi“).
Dne 28. srpna 1920 byl vysvěcen na kněze a byl jmenován knězem ve farnosti Narození našeho Pána a Spasitele Ježíše Krista v Penze. O dva roky později byl znovu zatčen na základě obvinění z „odporu proti konfiskaci církevních cenností“. Po propuštění se odstěhoval do Kiněšmi a byl povýšen na protojereje, následně byl postřižen na monacha.
Dne 18. září (juliánský kalendář) 1923 ho patriarcha Tichon jmenoval biskupem ivanovo-vozněsenským. Do té doby původní biskup přešel k renovacionistům a biskup vikář Vasilij (Preobraženskij) se nacházel v exilu. Od 21. září 1923 začal otec Avgustin půbobit jako biskup ivanovsko-vozněsenský a biskup vikář eparchie vladimirské. Stál v čele odporu proti renovacionismu vesvé eparchii. Ukázalo se že většina duchovenstva s výjimkou jedné farnosti stojí na jeho straně. Často sloužil liturgie a kázal např. i ve venkovských chrámech. S jeho požehnáním byly organizovány různé náboženské kruhy.
V únoru 1924 byl zatčen a zadržení trvalo až do srpna téhož roku. Od poloviny roku 1925 musel žít v Moskvě a Kiněšmě. Do své eparchie přijížděl pouze na bohoslužby, když získal povolení, na významné liturgické svátky. Poté mu bylo na žádost věřících dovoleno vrátit se zpět.
Dne 8. září 1926 by znovu zatčen na žádost místní Státní politické správy. Zadržen byl v moskevské věznici Butyrka. Důvodem, který popsala hlava SPS, bylo vytváření ilegálních kruhů, které lákaly mladé lidi do „lůna“ církve. Za tento přečin byl odsouzen ke třem letům vyhnanství ve Střední Asii. Zde pobýval v tádžikistánských městech Chudžand a Pandžakent. Vyhnanství trvalo do března roku 1930. Během pobytu si dopisoval se svými duchovními dětmi. V dopisech zmiňoval založení kaple ve svém bytě.
Dne 1. října 1929 byl jmenován biskupem alma-atinským, ale místní úřady ho odmítly uznat. Po návratu z exilu mu bylo zakázáno vrátit se do ivanovské oblasti.
Dne 1. dubna 1930 byl ustanoven biskupem syzraňským. O rok později byl zatčen v Syzrani. Spolu s ním bylo zatčeno šestnáct kněží, jeden monach a třicet devět laiků. Důvodem byla podpora starých církevních tradic a organizace pomoci věřícím v exilu. Biskup Augustin se k těmto činnostem sám přiznal. Byl odsouzen ke třem letům vězení ve Svirlagu v Leningradské oblasti.
Dne 9. dubna 1934 byl jmenován biskupem kalužským a borovským.
Dne 6. května 1934 poslal patriarchálnímu zástupci locum tenens metropolitu Sergiju (Stragorodskému) blahopřání k povýšení do hodnosti metropolity Moskvy a Kolomenskoje: „Jsem rád za město ve středu Ruska, že Vás má nyní jako svého metropolitu. Taky se raduji za celou ruskou církev, že má v osobě Vaší Blaženosti autoritativního a moudrého kormidelníka s autoritativním titulem, který je rovný patriarchálnímu titulu.“
Jako kněz i biskup byl velmi oblíbený, při jeho bohoslužbách byli plné chrámy lidu.
Dne 2. dubna 1936 byl povýšen na arcibiskupa.
Dne 20. září 1937 byl v Kaluze zatčen a byl obviněn z kontrarevoluční činnosti což odmítal. Dne 19. listopadu 1937 byl podle článku 58-10 trestního zákona RSFSR odsouzen k trestu smrti. Dne 23. listopadu byl zastřelen spolu se skupinou duchovních a laiků v Těsnickém lese poblíž Tuly.
V srpnu 2000 byl Svatým synodem Ruské pravoslavné církve zahrnut do Sboru novomučedníků a vyznavačů ruských.